# Opel OSV 40
Der Opel OSV 40 war eine Fahrzeugstudie der Adam Opel AG, mit der die Sicherheit in Pkw verbessert werden sollte. Dabei setzten die Entwickler mehrere Ideen am und im Fahrzeug um. Die Konstrukteure benannten den Versuchsträger gemäß dem Konzept „Opel Safety Vehicle“, kurz OSV. Die Zahl 40 stand dafür, dass das Auto für einen Crash mit Geschwindigkeiten bis 40 Meilen pro Stunde besonders gut ausgelegt war.

## Die Entwicklung des Opel OSV 40
In den frühen 1970er Jahren war der Insassenschutz bei Fahrzeugen noch nicht weit entwickelt. Features wie Airbag, ESP und ABS waren noch lange nicht Standard. Neue Sicherheitsvorschriften in den USA sorgten bei den Herstellern für ein Umdenken. Und so wurde für die zweite ESV-Konferenz (Internal Technical Conference on the Enhanced Safety of Vehicles) ein Prototyp entwickelt, in dem einige neue Sicherheitskonzepte getestet wurden. Basis für den OSV war dabei die Plattform des Opel Kadett C, der seit 1973 gefertigt wurde. Allerdings wurde die Karosserie zum Zweck der erhöhten Sicherheit tiefgreifend verändert.

## Die Entwicklungen am OSV 40
Das Konzept des OSV 40 bestand im Wesentlichen auf der Entwicklung leistungsfähiger Knautschzonen. Zu diesem Zweck wurden viele Hohlräume sowie Längsträger und Stoßfänger mit Polyurethan ausgeschäumt. Zusätzlich gab es vorne weiche Kunststoff-Stoßstangen, die einen Aufprall von bis zu 8 km/h abfederten und ohne Schaden überstehen konnten. Auch im Innenraum waren Blechflächen und das Armaturenbrett mit Schaumstoff verkleidet, was die Insassen bei einem Aufprall schützen sollte. Die Kopfstützen der Vordersitze waren mit dem Dach verbunden, was zusätzlich Stabilität brachte und einen Überrollkäfig ersetzte. Die Sicherheitsgurte an den vorderen Sitzen waren mit Gurtstraffern versehen. Die Vordersitzlehnen waren breit und nach vorne herumgezogen, um den Zusammenprall von Fahrer und Beifahrer bei einer seitlichen Kollision zu vermeiden. Dazu wurde mit einem neuen Beleuchtungskonzept gearbeitet. So wurden die Bremsleuchten hinten hochgelegt, um die Sichtbarkeit von weitem zu erhöhen.

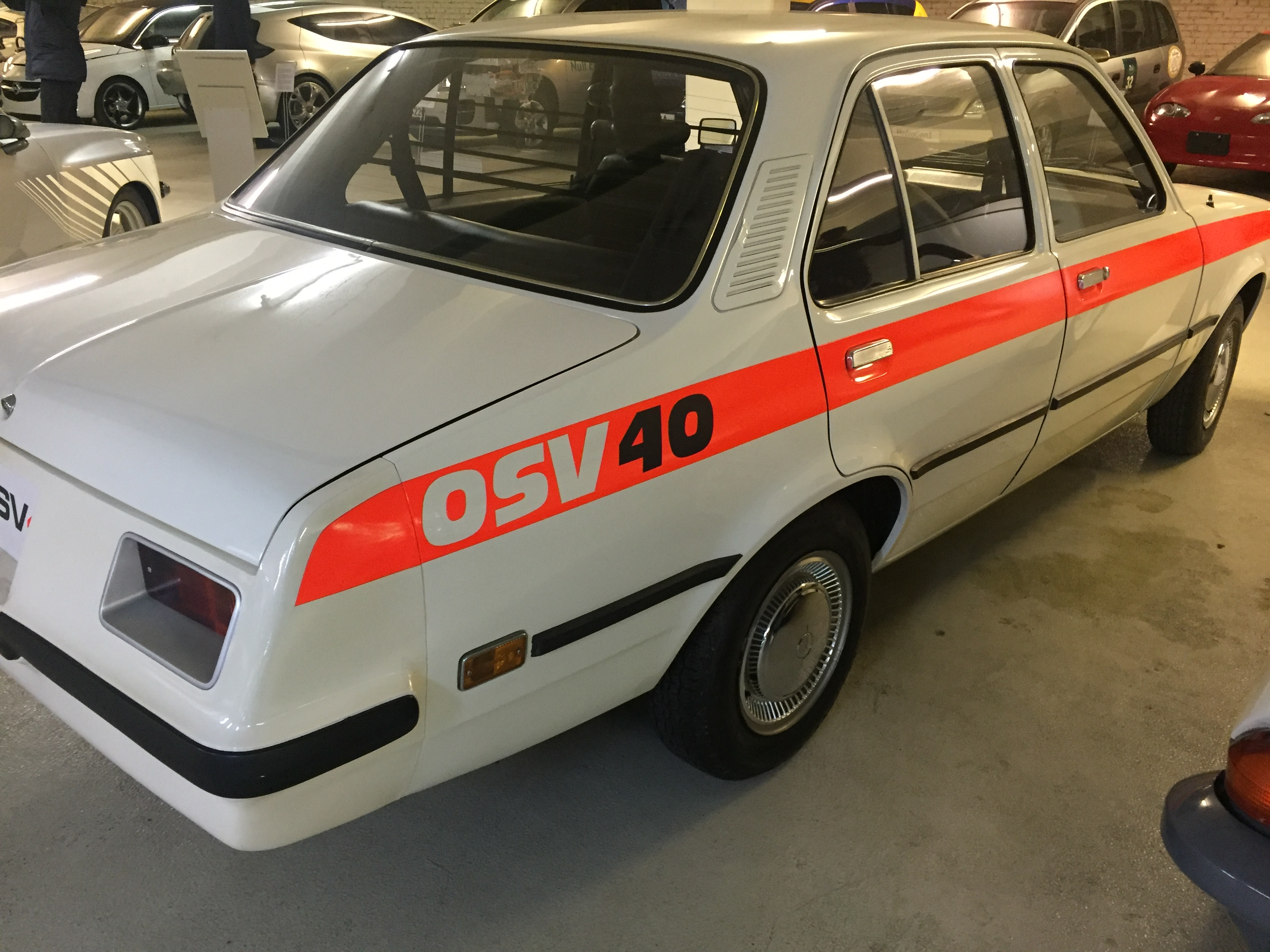
Seitenansicht (rechts)
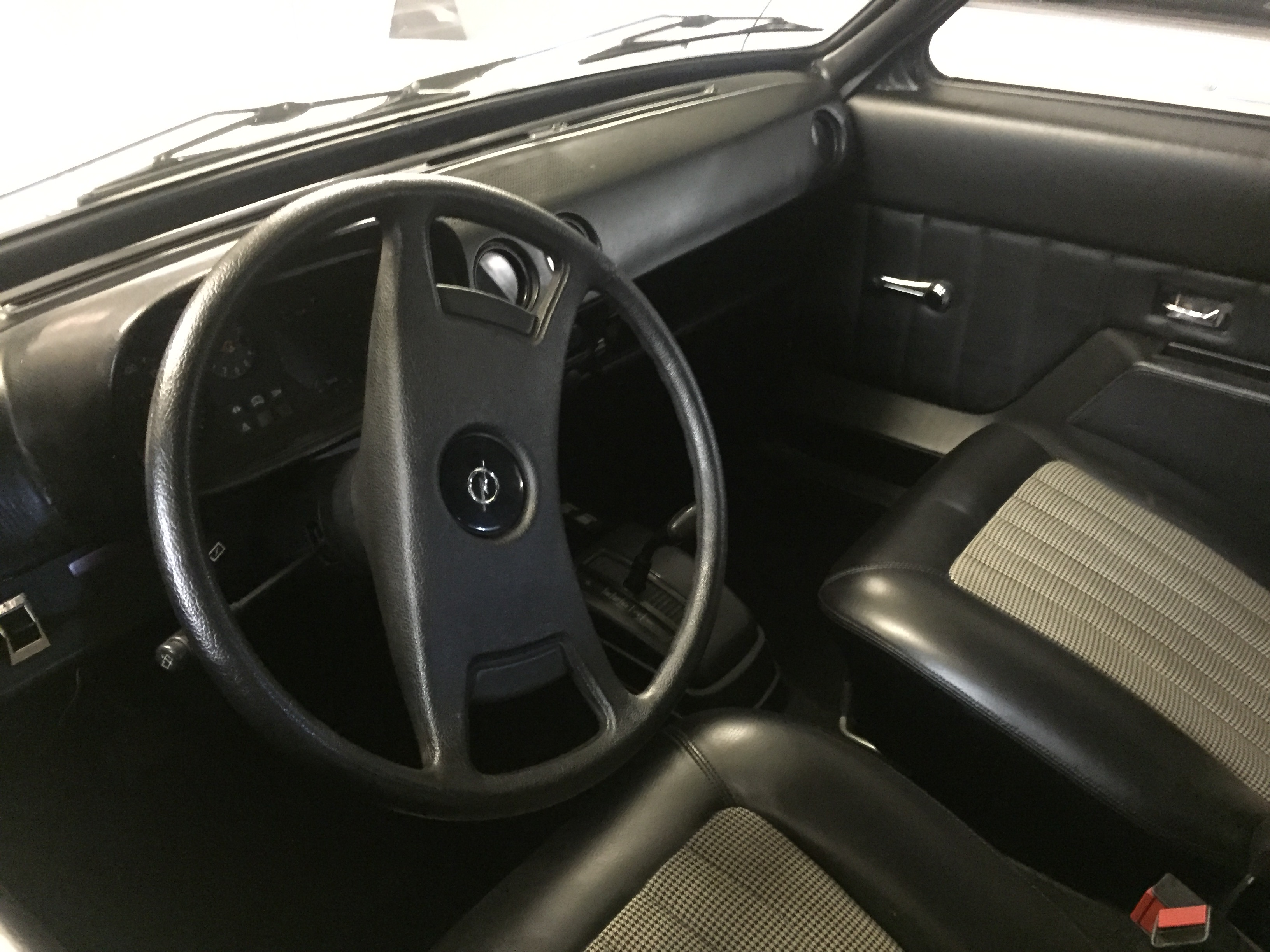
Ansicht Armaturenbrett
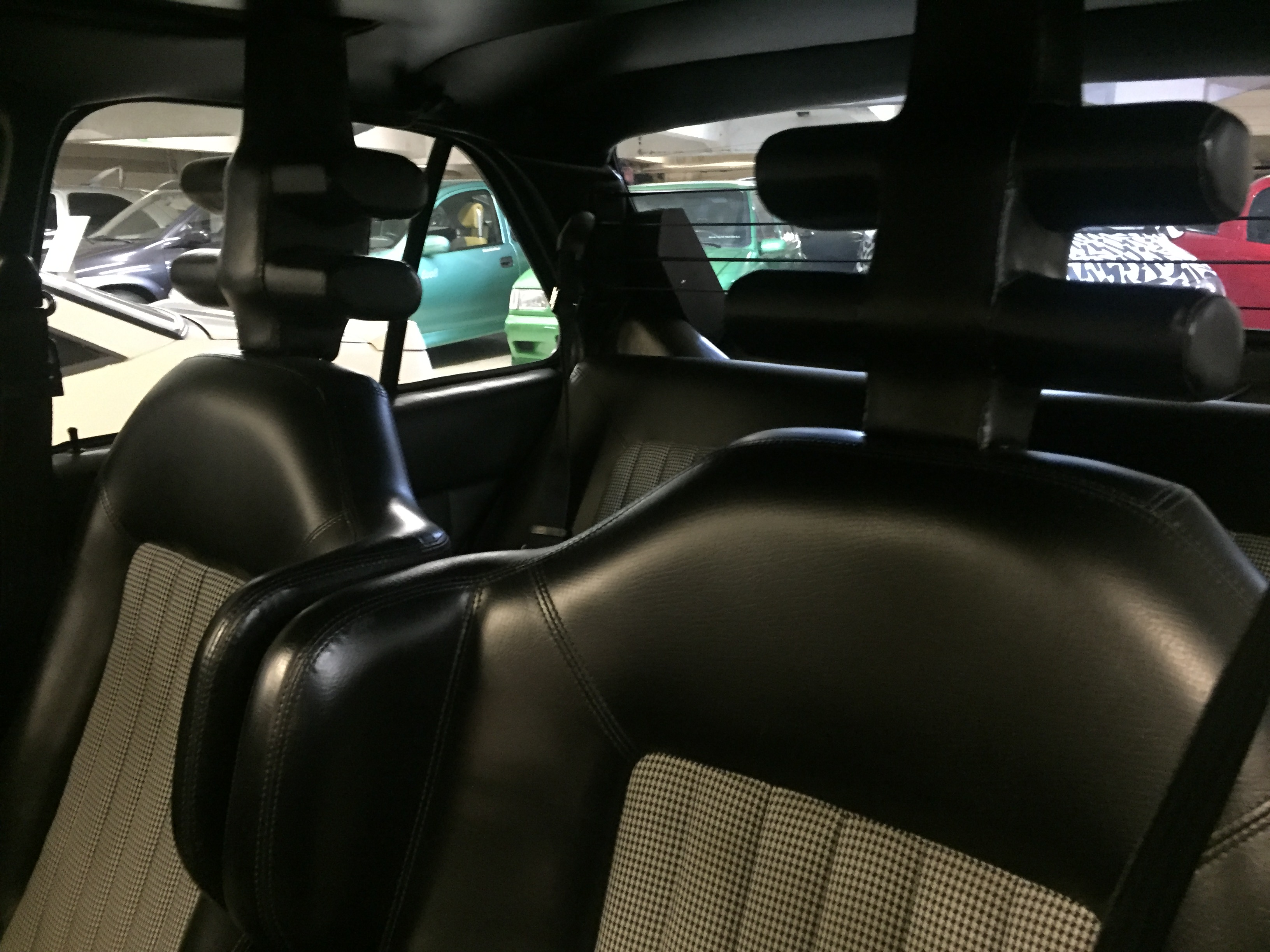
Innenansicht

## Nachwirkungen des OSV 40
Im Crashtest schnitt der OSV überdurchschnittlich ab. So konnten bei einem Aufprall mit 65 km/h immer noch alle vier Türen geöffnet werden. Einige Features des Opel OSV 40 schafften es in abgewandelter Form auch in die Serie, darunter die Gurtstraffer und die konsequente Weiterentwicklung der Knautschzone. Der Kunststoffschaum im Innenraum wurde allerdings vom Airbag abgelöst. Designtechnisch wurde der OSV von der Opel-Schwester Vauxhall recycelt. Diese nutzten Front und Seitenlinie in ihrem Entwurf der Chevette, die in Großbritannien in Serie gebaut wurde. Ein Prototyp des Opel OSV 40 steht heute in der Werkssammlung des Konzerns in Rüsselsheim am Main.

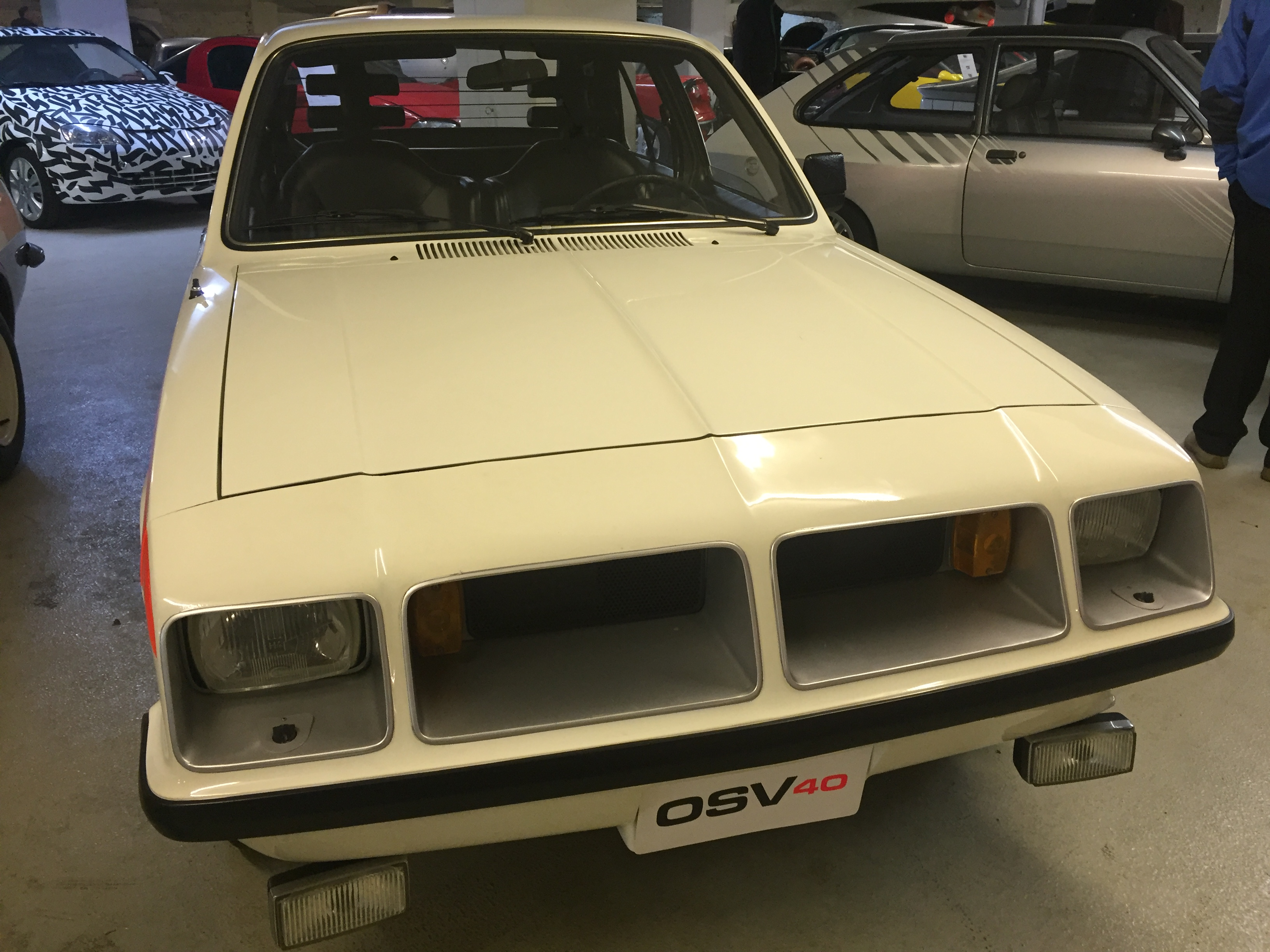
Frontansicht
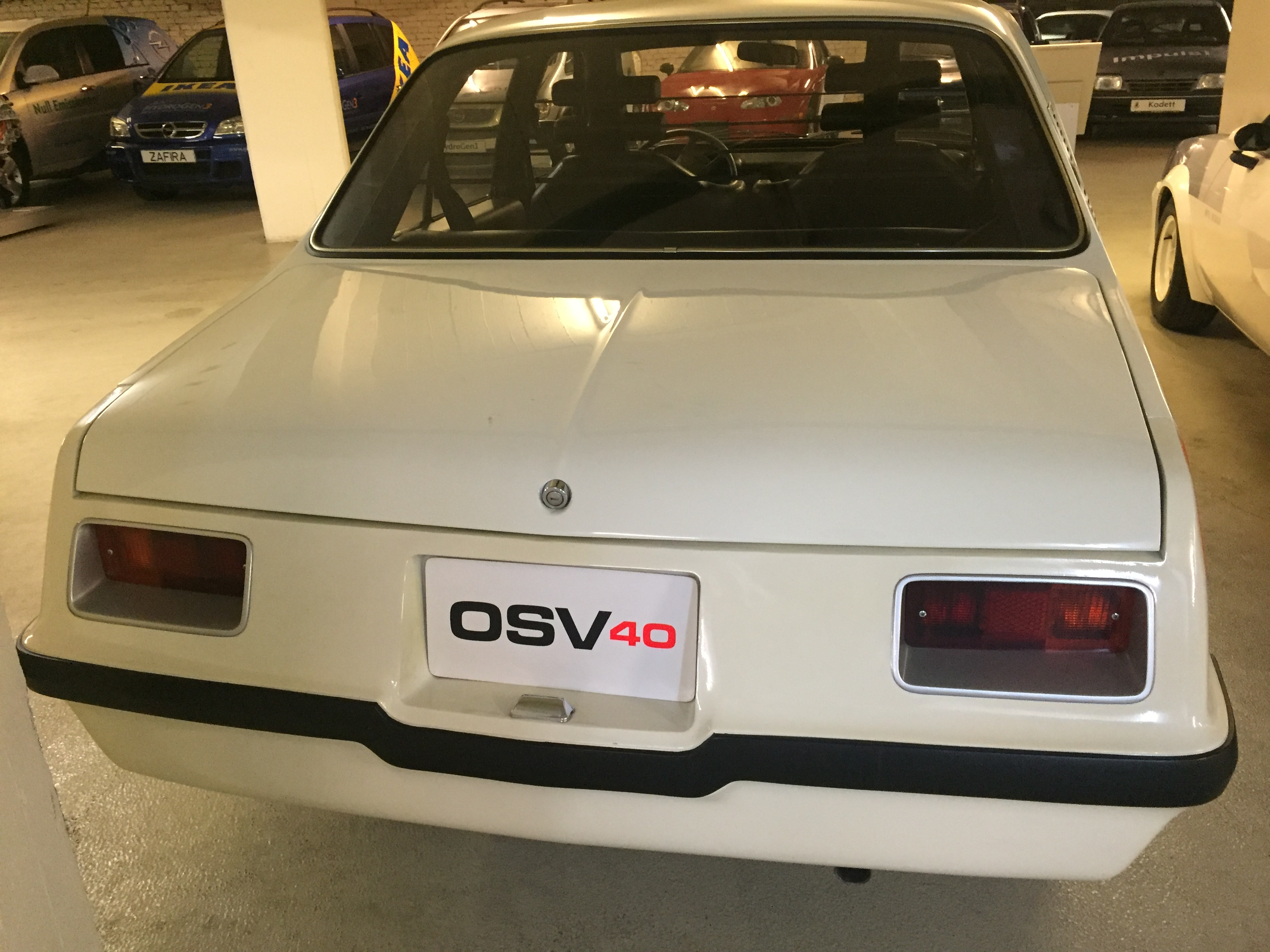
Heckansicht